# Breithorn (Lauterbrunnen)
Das Breithorn ist ein 3780 m hoher Berg in den Berner Alpen.
Es liegt zwischen Grosshorn und dem Tschingelhorn. In der Verbindung zum Tschingelhorn liegt die vergletscherte Wetterlücke. Nach Norden fällt das Breithorn mit einer 1200 Meter hohen Fels- und Eiswand zum Lauterbrunnental ab und bildet dort einen imposanten Abschluss. Über seinen Gipfel verläuft die Grenze zwischen den Schweizer Kantonen Bern und Wallis.

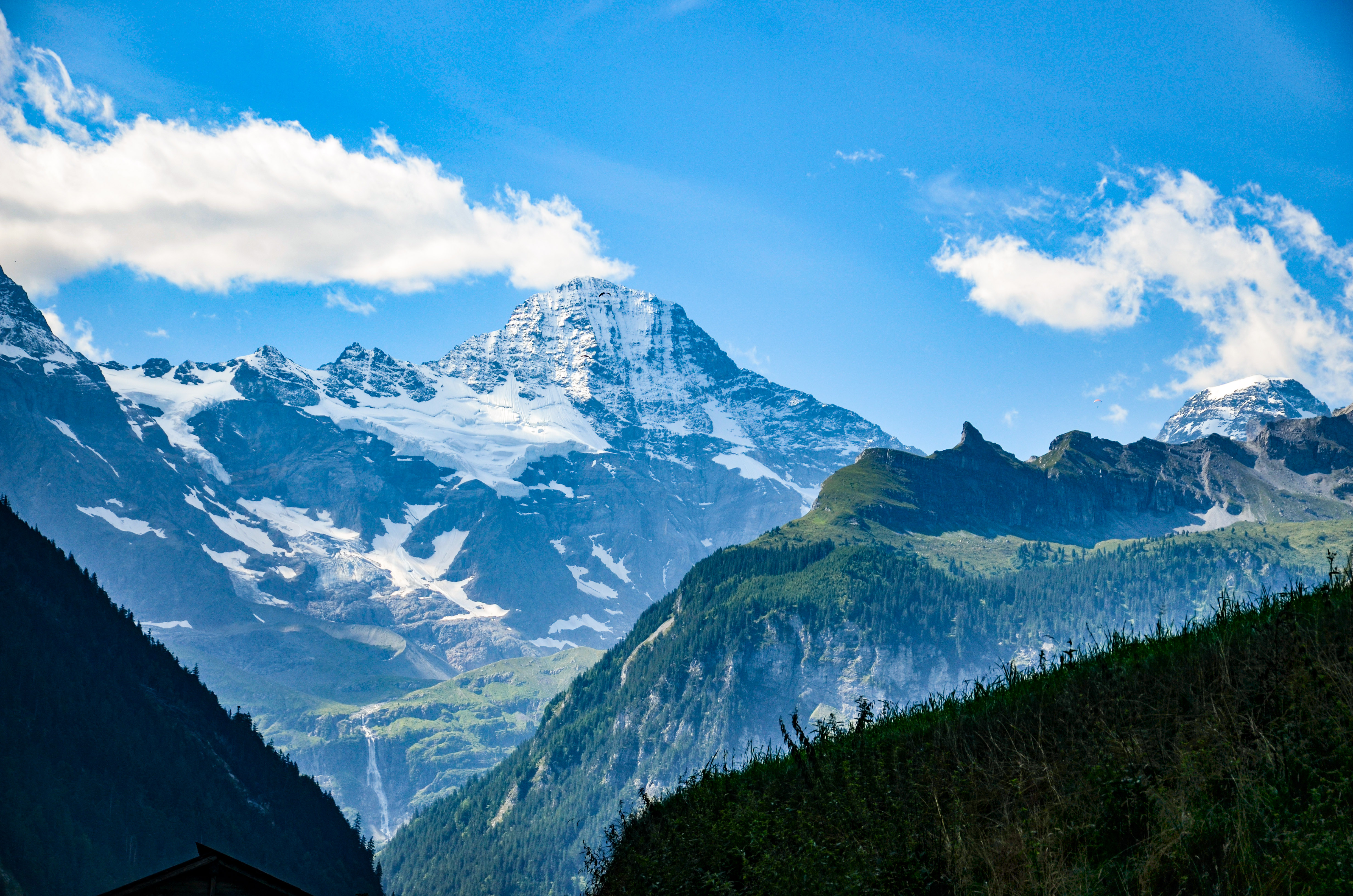
Das Breithorn vom Lauterbrunnental aus gesehen

Der Berg wurde am 31. Juli 1865 vom Berner Alpenpionier Edmund von Fellenberg das erste Mal bestiegen. Mit dabei waren auch die Bergführer Johann Bischoff, Peter Egger, Peter Inäbnit und Peter Michel aus Lauterbrunnen und Grindelwald.
Man kann den Westgrat von der Wetterlücke her erklettern (Stellen III. Grad).

## Lage
Die folgende Karte zeigt die Lage des Bergs in der Gebirgsgruppe; in der Übersichtskarte der Schweiz erkennt man die Lage der Gruppe. Karte in de Infobox (rechts) zeigt die Lage innerhalb der gesamten Alpen.
| \| \|                                   |
| Lage des Breithorns in den Berner Alpen |
|                                         |